# Malpulutta kretseri
Malpulutta Kretserova (Malpulutta kretseri) je labyrintní paprskoploutvá ryba z čeledi guramovití (Osphronemidae). Malpulutta Kretserova je cejlonský endemit a jediný zástupce monotypického rodu Malpulutta.